# Kate Bruce
Kate Bruce, conosciuta anche come Phyllis Forde, (Columbus, 17 febbraio 1860 – New York, 2 aprile 1946), è stata un'attrice statunitense.

## Biografia
Nata nel 1860 nell'Indiana, Kate Bruce intraprese la carriera teatrale. Nel 1903, il suo nome apparve a Broadway nel cast di The Starbucks di Opie Read, un dramma che non ebbe grande successo. Nel 1908, all'età di 48 anni, l'attrice passò al cinema e debuttò in un film western, The Fight for Freedom, dove fu diretta da Wallace McCutcheon Jr. e da D.W. Griffith, qui alla sua seconda regia.

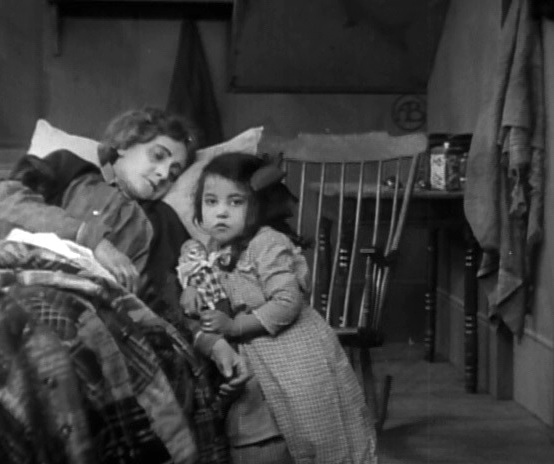
Kate Bruce (a sinistra) con Ynez Seabury nel film The Sunbeam (1912)

Fu il primo di una carriera che conterà 292 titoli. L'attrice entrò a far parte del team di attori che lavorava abitualmente con Griffith ricoprendo ruoli da caratterista. La quasi totalità dei film interpretati da Kate Bruce (soprannominata  Brucie) furono film muti. 
L'attrice terminò la sua carriera nel 1931, partecipando (non accreditata) a The Struggle, ultimo film diretto da Griffith.

## Morte
Kate Bruce morì a New York il 2 aprile 1946, all'età di 86 anni.

## Filmografia parziale

### 1908
- The Fight for Freedom, regia di D.W. Griffith, Wallace McCutcheon Jr. – cortometraggio (1908)
- The Greaser's Gauntlet, regia di D.W. Griffith – cortometraggio (1908)
- Betrayed by a Handprint, regia di David W. Griffith – cortometraggio (1908)
- Behind the Scenes, regia di David W. Griffith – cortometraggio (1908)
- An Awful Moment, regia di David W. Griffith – cortometraggio (1908)

### 1909
- One Touch of Nature, regia di D.W. Griffith – cortometraggio (1909)
- The Girls and Daddy, regia di David W. Griffith – cortometraggio (1909)
- The Golden Louis, regia di David W. Griffith – cortometraggio (1909)
- At the Altar, regia di David W. Griffith – cortometraggio (1909)
- Trying to Get Arrested, regia di David W. Griffith – cortometraggio (1909)
- Confidence, regia di David W. Griffith – cortometraggio (1909)
- A Baby's Shoe, regia di D.W. Griffith – cortometraggio (1909)
- His Duty, regia di David W. Griffith – cortometraggio (1909)
- The Way of Man, regia di David W. Griffith – cortometraggio (1909)
- Il medico di campagna (The Country Doctor), regia di David W. Griffith – cortometraggio (1909)
- The Cardinal's Conspiracy, regia di D.W. Griffith – cortometraggio (1909)
- The Slave, regia di David W. Griffith – cortometraggio (1909)
- A Strange Meeting, regia di David W. Griffith – cortometraggio (1909)
- They Would Elope, regia di D.W. Griffith – cortometraggio (1909)
- The Better Way, regia di David W. Griffith – cortometraggio (1909)
- The Hessian Renegades, regia di David W. Griffith – cortometraggio (1909)
- Getting Even, regia di D.W. Griffith – cortometraggio (1909)
- The Broken Locket, regia di David W. Griffith – cortometraggio (1909)
- In Old Kentucky, regia di David W. Griffith – cortometraggio (1909)
- A Fair Exchange, regia di David W. Griffith – cortometraggio (1909)
- Wanted, a Child, regia di D.W. Griffith – cortometraggio (1909)
- The Awakening, regia di David W. Griffith – cortometraggio (1909)
- The Little Teacher, regia di David W. Griffith – cortometraggio (1909)
- A Change of Heart, regia di David W. Griffith – cortometraggio (1909)
- His Lost Love, regia di David W. Griffith – cortometraggio (1909)
- In the Watches of the Night, regia di D.W. Griffith – cortometraggio (1909)
- Lines of White on a Sullen Sea, regia di David W. Griffith – cortometraggio (1909)
- What's Your Hurry?, regia di David W. Griffith – cortometraggio (1909)
- The Gibson Goddess, regia di David W. Griffith – cortometraggio (1909)
- The Light That Came, regia di David W. Griffith – cortometraggio (1909)
- The Restoration, regia di D.W. Griffith – cortometraggio (1909)
- Two Women and a Man, regia di David W. Griffith – cortometraggio (1909)
- A Midnight Adventure, regia di David W. Griffith – cortometraggio (1909)
- The Open Gate, regia di D.W. Griffith – cortometraggio (1909)
- The Mountaineer's Honor, regia di David W. Griffith – cortometraggio (1909)
- The Trick That Failed, regia di D.W. Griffith – cortometraggio (1909)
- In the Window Recess, regia di David W. Griffith – cortometraggio (1909)
- Through the Breakers, regia di D.W. Griffith – cortometraggio (1909)
- The Red Man's View, regia di David W. Griffith – cortometraggio (1909)
- A Corner in Wheat, regia di David W. Griffith – cortometraggio (1909)
- In a Hempen Bag, regia di D.W. Griffith – cortometraggio (1909)
- A Trap for Santa Claus, regia di David W. Griffith – cortometraggio (1909)
- In Little Italy, regia di David W. Griffith – cortometraggio (1909)
- To Save Her Soul, regia di David W. Griffith – cortometraggio (1909)
- Choosing a Husband, regia di D.W. Griffith – cortometraggio (1909)

### 1910
- The Rocky Road, regia di David W. Griffith (1910)
- All on Account of the Milk, regia di Frank Powell (1910)
- The Call, regia di David W. Griffith (1910)
- The Honor of His Family, regia di David W. Griffith (1910)
- The Cloister's Touch, regia di David W. Griffith (1910)
- The Woman from Mellon's, regia di David W. Griffith (1910)
- The Duke's Plan, regia di David W. Griffith (1910)
- One Night and Then, regia di David W. Griffith (1910)
- The Englishman and the Girl, regia di David W. Griffith (1910)
- His Last Burglary, regia di David W. Griffith (1910)
- The Newlyweds, regia di David W. Griffith (1910)
- The Converts, regia di David W. Griffith (1910)
- Faithful, regia di David W. Griffith (1910)
- The Twisted Trail, regia di David W. Griffith (1910)
- Gold Is Not All, regia di David W. Griffith (1910)
- The Two Brothers, regia di David W. Griffith (1910)
- As It Is in Life, regia di David W. Griffith (1910)
- A Romance of the Western Hills, regia di David W. Griffith (1910)
- The Gold Seekers, regia di David W. Griffith – cortometraggio (1910)
- The Unchanging Sea, regia di David W. Griffith – cortometraggio (1910)
- Love Among the Roses, regia di David W. Griffith – cortometraggio (1910)
- Ramona, regia di David W. Griffith (1910)
- A Knot in the Plot, regia di David W. Griffith (1910)
- The Impalement, regia di David W. Griffith (1910)
- In the Season of Buds, regia di David W. Griffith (1910)
- A Child of the Ghetto, regia di David W. Griffith (1910)
- May and December, regia di D.W. Griffith, Frank Powell (1910)
- What the Daisy Said, regia di David W. Griffith (1910)
- An Arcadian Maid, regia di David W. Griffith (1910)
- Her Father's Pride, regia di David W. Griffith (1910)
- The Usurer, regia di David W. Griffith (1910)
- Wilful Peggy, regia di David W. Griffith (1910)
- The Modern Prodigal, regia di David W. Griffith (1910)
- The Affair of an Egg, regia di D.W. Griffith, Frank Powell (1910)
- Muggsy Becomes a Hero, regia di Frank Powell (1910)
- Examination Day at School    (1910)
- The Iconoclast, regia di David W. Griffith (1910)
- How Hubby Got a Raise, regia di Frank Powell (1910)
- A Gold Necklace, regia di Frank Powell (1910)
- That Chink at Golden Gulch, regia di David W. Griffith (1910)
- The Masher, regia di Frank Powell (1910)
- A Lucky Toothache, regia di Frank Powell (1910)
- The Broken Doll, regia di David W. Griffith (1910)
- The Message of the Violin, regia di David W. Griffith (1910)
- Two Little Waifs, regia di David W. Griffith (1910)
- Waiter No. 5, regia di David W. Griffith (1910)
- The Fugitive, regia di David W. Griffith (1910)
- Simple Charity, regia di David W. Griffith (1910)
- The Song of the Wildwood Flute, regia di David W. Griffith (1910)
- A Plain Song, regia di David W. Griffith (1910)
- Effecting a Cure, regia di Frank Powell, Mack Sennett (1910)
- Happy Jack, a Hero, regia di Frank Powell (1910)
- His Sister-In-Law, regia di David W. Griffith (1910)
- White Roses, regia di David W. Griffith, Frank Powell (1910)
- His Wife's Sweethearts, regia di Frank Powell (1910)

### 1911
- The Italian Barber, regia di David W. Griffith (1911)
- The Midnight Marauder, regia di Frank Powell (1911)
- Help Wanted, regia di Frank Powell   (1911)
- His Trust, regia di D.W. Griffith (1911)
- His Trust Fulfilled, regia di David W. Griffith (1911)
- The Poor Sick Men, regia di Frank Powell (1911)
- A Wreath of Orange Blossoms, regia di D.W. Griffith, Frank Powell   (1911)
- Three Sisters, regia di David W. Griffith  (1911)
- Heart Beats of Long Ago, regia di David W. Griffith (1911)
- Teaching Dad to Like Her, regia di David W. Griffith (1911)
- The Spanish Gypsy, regia di D.W. Griffith (1911)
- Priscilla and the Umbrella, regia di Frank Powell (1911)
- Paradise Lost, regia di David W. Griffith (1911)
- A Knight of the Road, regia di David W. Griffith (1911)
- His Mother's Scarf, regia di D.W. Griffith (1911)
- How She Triumphed, regia di David W. Griffith (1911)
- The Two Sides, regia di David W. Griffith (1911)
- In the Days of '49, regia di David W. Griffith (1911)
- The New Dress, regia di D.W. Griffith (1911)
- The Manicure Lady, regia di Mack Sennett (1911)
- The Crooked Road, regia di David W. Griffith (1911)
- Fighting Blood, regia di D.W. Griffith (1911)
- A Country Cupid, regia di David W. Griffith (1911)
- The Last Drop of Water, regia di David W. Griffith (1911)
- The Ruling Passion, regia di D.W. Griffith (1911)
- The Rose of Kentucky, regia di David W. Griffith (1911)
- Swords and Hearts, regia di D.W. Griffith (1911)
- The Villain Foiled, regia di Henry Lehrman, Mack Sennett (1911)
- The Baron, regia di Mack Sennett (1911)
- The Squaw's Love, regia di D.W. Griffith (1911)
- Her Awakening, regia di D.W. Griffith (1911)
- The Adventures of Billy, regia di David W. Griffith (1911)
- The Long Road, regia di D.W. Griffith (1911)
- The Battle, regia di David W. Griffith  (1911)
- Through Darkened Vales, regia di David W. Griffith (1911)
- A Terrible Discovery, regia di David W. Griffith (1911)
- The Voice of the Child, regia di D.W. Griffith (1911)

### 1912
- The Baby and the Stork, regia di David W. Griffith e Frank Powell (1912)
- The Engagement Ring, regia di Mack Sennett (1912)
- The Eternal Mother, regia di David W. Griffith (1912)
- With a Kodak, regia di Mack Sennett (1912)
- The Transformation of Mike, regia di D.W. Griffith (1912)
- The Sunbeam, regia di David W. Griffith (1912)
- A String of Pearls, regia di David W. Griffith (1912)
- Iola's Promise, regia di David W. Griffith – cortometraggio (1912)
- Hot Stuff, regia di Mack Sennett (1912)
- The Punishment, regia di D.W. Griffith (1912)
- Just Like a Woman, regia di David W. Griffith (1912)
- Won by a Fish, regia di Mack Sennett (1912)
- The Brave Hunter, regia di Mack Sennett (1912)
- One Is Business, the Other Crime, regia di D.W. Griffith (1912)
- The Leading Man, regia di Mack Sennett (1912)
- The Fickle Spaniard, regia di Dell Henderson e Mack Sennett (1912)
- The Old Actor, regia di D.W. Griffith (1912)
- When the Fire-Bells Rang, regia di Mack Sennett (1912)
- The Furs, regia di Mack Sennett (1912)
- When Kings Were the Law, regia di D.W. Griffith (1912)
- A Close Call, regia di Mack Sennett (1912)
- Home Folks, regia di D.W. Griffith (1912)
- Lena and the Geese, regia di D.W. Griffith (1912)
- The Spirit Awakened, regia di D.W. Griffith (1912)
- A Dash Through the Clouds, regia di Mack Sennett (1912)
- The School Teacher and the Waif, regia di D.W. Griffith (1912)
- An Indian Summer, regia di D.W. Griffith (1912)
- His Own Fault, regia di Mack Sennett (1912)
- The Would-Be Shriner, regia di Mack Sennett (1912)
- A Child's Remorse, regia di D.W. Griffith (1912)
- Tragedy of the Dress Suit, regia di Mack Sennett (1912)
- A Feud in the Kentucky Hills, regia di D.W. Griffith (1912)
- The One She Loved, regia di David W. Griffith (1912)
- The Painted Lady, regia di D.W. Griffith (1912)
- Heredity, regia di D.W. Griffith (1912)
- The Informer, regia di D.W. Griffith (1912)
- Il cappello di Parigi (The New York Hat), regia di David Wark Griffith (1912)
- My Hero, regia di D.W. Griffith (1912)
- A Cry for Help, regia di D.W. Griffith (1912)

### 1913
- The Perfidy of Mary, regia di D.W. Griffith (1913)
- Olaf-An Atom, regia di Anthony O'Sullivan – cortometraggio (1913)
- The Work Habit, regia di Anthony O'Sullivan (1913)

### 1914
- The Mystery of the Milk – cortometraggio (1914)
- As It Might Have Been, regia di Dell Henderson (1914)
- A Nest Unfeathered (1914)
- Giuditta di Betulla (Judith of Bethulia), regia di D.W. Griffith (1914)
- The Scar (1914)
- Her Mother's Weakness, regia di Anthony O'Sullivan (1914)
- La ribellione di Kitty Belle (The Rebellion of Kitty Belle), regia di Christy Cabanne (1914)
- The Honor of the Law, regia di Travers Vale (1914)
- A Bit of Human Driftwood, regia di Travers Vale (1914)
- A Lesson in Mechanics, regia di Christy Cabanne (1914)
- His Mother's Home (1914)
- Their Soldier Boy (1914)
- The Tides of Sorrow, regia di J. Farrell MacDonald (1914)
- The Dole of Destiny (1914)
- The Child Thou Gavest Me (1914)
- A Mother's Way (1914)
- And She Never Knew, regia di J. Farrell MacDonald (1914)
- On the Heights (1914)
- The Way Home (1914)
- The House of Silence (1914)

### 1915
- Playthings of Fate – cortometraggio (1915)
- The Girl He Brought Home (1915)
- The Lady of Dreams, regia di George Morrissey (1915)
- Heart's Hunger (1915)
- His Romany Wife (1915)
- The Call of Her Child – cortometraggio (1915)
- After the Storm, regia di Travers Vale (1915)
- His Desperate Deed (1915)
- His Brother's Keeper (1915)
- Lorna Doone, regia di J. Farrell MacDonald (1915)
- One Hundred Dollars – cortometraggio (1915)
- When Hearts Are Young – cortometraggio (1915)
- Felix Holt – cortometraggio (1915)
- Captain Fracasse (1915)
- The Smuggler's Ward, regia di J. Farrell MacDonald (1915)
- The Drab Sister, regia di Travers Vale (1915)
- Jane Eyre, regia di Travers Vale (1915)
- East Lynne, regia di Travers Vale – cortometraggio (1915)
- Twice Won, regia di George Reehm (1915)
- The Rehearsal, regia di J. Searle Dawley (1915)
- The Soul of Pierre, regia di Travers Vale (1915)
- A Lasting Lesson (1915)
- The Old and the New – cortometraggio (1915)
- A Mystery of the Mountains (1915)
- The Tides of Retribution, regia di J. Farrell MacDonald – cortometraggio (1915)
- Civilization, regia di Reginald Barker, Thomas H. Ince e Raymond B. West (1916)

### 1916
- Betty of Greystone, regia di Allan Dwan (1916)
- Civilization, regia di Reginald Barker, Thomas H. Ince, Raymond B. West e altri (1916)

### 1917
- Time Locks and Diamonds, regia di Walter Edwards (1917)

### 1918
- La fanciulla che cerca amore (The Greatest Thing in Life), regia di David W. Griffith (1918)

### 1919
- Il romanzo della Valle Felice (A Romance of Happy Valley), regia di D.W. Griffith (1919)
- Per la figlia (Scarlet Days), regia di D.W. Griffith (1919)
- Le vestali dell'amore (The Girl Who Stayed at Home), regia di David W. Griffith (1919)
- The Mother and the Law, regia di D.W. Griffith (1919)

### 1920
- L'idolo danzante (The Idol Dancer), regia di D.W. Griffith (1920)
- Mary Ellen Comes to Town, regia di Elmer Clifton (1920)
- Agonia sui ghiacci (Way Down East), regia di D.W. Griffith (1920)
- Flying Pat, regia di F. Richard Jones (1920)

### 1921
- La città degli uomini silenziosi (The City of Silent Men), regia di Tom Forman (1921)
- Giovinezza (Experience), regia di George Fitzmaurice (1921)
- Le due orfanelle (Orphans of the Storm), regia di David Wark Griffith  (1921)

### 1923
- La rosa bianca (The White Rose), regia di David Wark Griffith (1923)

### 1927
- Are Brunettes Safe?, regia di James Parrott (1927)

### 1931
- The Struggle, regia di D.W. Griffith (1931)